# Adam Bohorič
Adam Bohorič (Brestanica of omgeving, ca. 1520 - Duitsland, 20 november 1598) was een Sloveens reformator en taalkundige. Bohorič studeerde taalkunde en muziek in Wittenberg en begon na zijn studie een school in Krško. Hij werd eveneens onderwijzer aan een onderwijsinstelling in Ljubljana, waar hij het Sloveens in het lespakket opnam. 
In 1584 publiceerde Bohorič zijn eerste grammatica van het Sloveens met de titel Articae horulae succisivae ("Vrije winteruurtjes"). Dit in het Latijn geschreven leerboek was verschenen in Wittenberg. Het geldt als eerste bewijsvoering voor het bestaan van een zelfstandige Sloveense taal. De schrijfwijze, die Adam Bohorič met zijn boeken introduceerde is naar hem het Bohorič-schrift (Sloveens: bohoričica) genoemd en baseerde op het schrift van Primož Trubar. Het Bohorič-schrift bleef tot in de 19e eeuw de Sloveense spelling domineren. Het kwam als aanvankelijk als overwinnaar uit de 19e-eeuwse alfabetstrijd, toen tussen 1825 en 1850 onder invloed van het panslavisme verschillende alternatieve schrifttekens werden gepropageerd (bijvoorbeeld het Metelko-schrift en het Danjko-schrift). In de loop van de 19e eeuw verdween het Bohorič-schrift ten gunste van het door Ljudevit Gaj ontwikkelde "gajica" dat nog steeds gebruikt wordt.
- Bibliothèque nationale de France: cb121589916 (data)
- Gemeinsame Normdatei: 121808750
- International Standard Name Identifier: 0000 0001 1827 776X
- Nationale Bibliotheek van Tsjechië: ola2015896957
- Nationale bibliotheek van Australië: 35670625
- Nationale en Universitaire bibliotheek Zagreb: 000010027
- Nederlandse Thesaurus van Auteursnamen: 331870355
- Système universitaire de documentation: 030108012
- Trove: 1035554
- Virtual International Authority File: 90637228
- WorldCat: E39PBJqK9JvXPtwKq6JrXFPRKd